# 柘皋李氏当铺
柘皋李氏当铺，是李鸿章家族开设的当铺总铺，位于安徽省巢湖市柘皋镇柘皋北闸老街中心位置，建于1875年前后，原有七进,占地5000平方米，建筑面积2800平方米，30余间房屋，管家、账房、学徒、勤杂近百人，配有码头2座，5艘船，以及骡、马车等，号称江淮第一铺。
2019年4月，柘皋李氏当铺入选第八批安徽省文物保护单位。